# Магальяйнс, Винни
Вини́сиус ди Магалья́йнс (порт.-браз. Vinicius de Magalhães; 2 июля 1984, Рио-де-Жанейро) — бразильский боец смешанного стиля, мастер бразильского джиу-джитсу, обладатель чёрного пояса. Начиная с 2006 года выступает на профессиональном уровне в смешанных единоборствах, известен по участию в турнирах таких организаций как UFC, M-1 Global, Titan FC. Финалист реалити-шоу The Ultimate Fighter, владел титулом чемпиона M-1 в полутяжёлой весовой категории, является действующим чемпионом Titan FC в полутяжёлом весе.

## Биография
Винни Магальяйнс родился 2 июля 1984 года в Рио-де-Жанейро. В детстве играл в футбол, пляжный волейбол, а в возрасте четырнадцати лет увлёкся бразильским джиу-джитсу, проходил подготовку под руководством тренеров Винисиуса Аиэты и Ройлера Грейси. Успешно участвовал в региональных и национальных соревнованиях по БДД: в 2005 году, после того как привёз две золотые медали с чемпионата мира, получил чёрный пояс.
Магальяйнс выступал в БДД на самом высоком уровне, так, в 2007 году он завоевал золотую медаль на чемпионате мира в Лос-Анджелесе (без ги) и бронзовую на чемпионате мира в Лонг-Бич (с ги) — в тяжёлой и супертяжёлой весовых категориях соответственно. Неоднократно участвовал в престижных турнирах по грэпплингу ADCC: в 2009 году выиграл две бронзовые награды на турнире в Барселоне, в полутяжёлой и абсолютной категориях, в 2011 году стал чемпионом в супертяжёлом весе на турнире в Ноттингеме, победив в финале известного борца Фабрисиу Вердума.
Одновременно с борцовской карьерой начиная с 2006 года Магальяйнс регулярно выступал в профессиональных боях по смешанным правилам. В 2008 году присоединился к крупнейшей бойцовской организации Ultimate Fighting Championship, приняв участие в реалити-шоу The Ultimate Fighter: Team Nogueira vs. Team Mir, где представлял команду Фрэнка Мира. В итоге вышел в финал этого турнира, проиграв техническим нокаутом Райану Бейдеру. Позже в 2009 году провёл в UFC ещё один бой и тоже потерпел поражение — единогласным решением судей от Элиота Маршалла. Из-за двух поражений подряд руководство организации не стало продлевать с ним контракт.
Подравшись в нескольких малоизвестных промоушенах, в 2010 году Винни Магальяйнс присоединился к крупной европейской организации M-1 Global — досрочно победил здесь Алихана Магомедова и Джейка Доэрра, в результате чего удостоился права оспорить вакантный титул чемпиона в полутяжёлой весовой категории. В апреле 2011 года удушающим приёмом гогоплата одержал победу над россиянином Виктором Немковым и получил тем самым чемпионский пояс. В том же году провёл защиту титула, техническим нокаутом взял верх над другим россиянином Михаилом Зайцем. Позже у него возникли разногласия с руководством M-1 насчёт подписанного контракта, в итоге он покинул организацию, а свой чемпионский пояс выставил на продажу на eBay за 90 тыс. долларов.
В 2012 году Магальяйнс вернулся в UFC и выступил ещё на трёх турнирах этой организации. Сначала рычагом локтя победил хорвата Игора Покраяца, но затем потерпел два поражения подряд — единогласным судейским решением от Фила Дэвиса и нокаутом от Энтони Пероша. Неудачи вынудили его вновь покинуть организацию и выступать на шоу менее известных промоушенов. Так, в 2014 году удушением сзади он победил Хорхе Гонсалеса на Xtreme Kombat 24 в Мексике, а затем «гильотиной» одолел Джейсона Брильца на чемпионате Titan Fighting Championships, в результате чего стал чемпионом этой организации в полутяжёлом весе.
Выступая в смешанных единоборствах, Винни Магальяйнс продолжает активно участвовать в любительских борцовских чемпионатах по бразильскому джиу-джитсу и грэпплингу. Например, в 2014 году он дважды боролся на первенстве Metamoris, при этом в обоих случаях судьями была зафиксирована ничья.
Женат, есть двое детей.

## Статистика в профессиональном ММА
| Боёв 33         | Побед 19 | Поражений 12 |
| --------------- | -------- | ------------ |
| Нокаутом        | 3        | 5            |
| Сдачей          | 15       | 1            |
| Решением        | 1        | 6            |
| Не состоявшихся | 2        | 2            |

| Результат    | Рекорд    | Соперник              | Способ                                        | Турнир                                                 | Дата             | Раунд | Время | Место                    | Примечание |
| ------------ | --------- | --------------------- | --------------------------------------------- | ------------------------------------------------------ | ---------------- | ----- | ----- | ------------------------ | ---------- |
| Не состоялся | 19-12 (2) | Антониу Карлус Жуниор | Без результата (случайный удар коленом в пах) | PFL 5: сезон 2021                                      | 17 июня 2021     | 1     | 2:45  | Атлантик-Сити, США       |            |
| Поражение    | 19-12 (1) | Рашид Юсупов          | Нокаутом (удар)                               | PFL 9: сезон 2019                                      | 31 октября 2019  | 1     | 2:46  | Лас-Вегас, США           |            |
| Победа       | 19-11 (1) | Раким Кливленд        | Сабмишном (рычаг локтя)                       | PFL 6: сезон 2019                                      | 8 августа 2019   | 1     | 1:56  | Атлантик-Сити, США       |            |
| Поражение    | 18-11 (1) | Эмильяно Сорди        | Техническим нокаутом (удары)                  | PFL 3: сезон 2019                                      | 6 июня 2019      | 2     | 2:45  | Нью-Йорк, США            |            |
| Поражение    | 18-10 (1) | Шон О'Коннелл         | Техническим нокаутом (остановка углом)        | PFL: финал сезона 2018                                 | 31 декабря 2018  | 3     | 5:00  | Нью-Йорк, США            |            |
| Победа       | 18-9 (1)  | Бозигит Атаев         | Сабмишном (кимура)                            | PFL 9: сезон 2018                                      | 13 октября 2018  | 1     | 1:58  | Лонг-Бич, США            |            |
| Победа       | 17-9 (1)  | Раким Кливленд        | Сабмишном (Flying Triangle Kimura)            | PFL 9: сезон 2018                                      | 13 октября 2018  | 1     | 1:20  | Лонг-Бич, США            |            |
| Победа       | 16-9 (1)  | Брэндон Холси         | Техническим нокаутом (удары)                  | PFL 5: сезон 2018                                      | 2 августа 2018   | 1     | 1:34  | Нью-Йорк, США            |            |
| Победа       | 15-9 (1)  | Джейми Абдалла        | Сабмишном (удушение сзади)                    | PFL 2: сезон 2018                                      | 21 июня 2018     | 1     | 1:37  | Чикаго, США              |            |
| Поражение    | 14-9 (1)  | Карол Селински        | Решением (единогласным)                       | ACB 63 Celinski vs. Magalhaes                          | 1 июля 2017      | 3     | 5:00  | Гданьск, Польша          |            |
| Поражение    | 14-8 (1)  | Дэвид Брэнч           | Решением (единогласным)                       | WSOF 33 Branch vs. Magalhaes                           | 7 октября 2016   | 5     | 5:00  | Канзас-Сити, США         |            |
| Победа       | 14-7 (1)  | Джейк Хьюн            | Решением (единогласным)                       | WSOF 30 - Branch vs. Starks                            | 2 апреля 2016    | 3     | 5:00  | Лас-Вегас, США           |            |
| Победа       | 13-7 (1)  | Мэтт Хэмилл           | Сабмишном (рычаг колена)                      | WSOF 24 - Fitch vs. Okami                              | 17 октября 2015  | 1     | 1:08  | Коннектикут, США         |            |
| Победа       | 12-7 (1)  | Джейсон Брильц        | Удушающий приём «гильотина»                   | Titan FC 30 (чемпионский бой)                          | 26 сентября 2014 | 4     | 0:36  | Сидар-Парк, США          |            |
| Победа       | 11-7 (1)  | Хорхе Гонсалес        | Удушение сзади                                | Xtreme Kombat 24                                       | 19 июля 2014     | 1     | 3:12  | Наукальпан, Мексика      |            |
| Поражение    | 10-7 (1)  | Энтони Перош          | Нокаут ударами руками                         | UFC 163                                                | 3 августа 2013   | 1     | 0:14  | Рио-де-Жанейро, Бразилия |            |
| Поражение    | 10-6 (1)  | Фил Дэвис             | Единогласное решение судей                    | UFC 159                                                | 27 апреля 2013   | 3     | 5:00  | Ньюарк, США              |            |
| Победа       | 10-5 (1)  | Игор Покраяц          | Рычаг локтя                                   | UFC 152                                                | 22 сентября 2012 | 2     | 1:14  | Торонто, Канада          |            |
| Победа       | 9-5 (1)   | Михаил Заяц           | Технический нокаут ногой и руками             | M-1 Challenge 27 (защита титула)                       | 14 октября 2011  | 3     | 1:13  | Финикс, США              |            |
| Победа       | 8-5 (1)   | Виктор Немков         | Удушающий приём гогоплата                     | M-1 Challenge 25 (титульный бой)                       | 28 апреля 2011   | 3     | 1:40  | Санкт-Петербург, Россия  |            |
| Победа       | 7-5 (1)   | Джейк Доэрр           | Технический нокаут ударами руками             | M-1 Challenge 24                                       | 25 марта 2011    | 1     | 1:47  | Норфолк, США             |            |
| Победа       | 6-5 (1)   | Роберт Скотт          | Рычаг локтя                                   | MMA Xplosion: International Team Challenge             | 29 января 2011   | 2     | 3:51  | Лас-Вегас, США           |            |
| Победа       | 5-5 (1)   | Алихан Магомедов      | Рычаг локтя «треугольником»                   | M-1 Challenge 22                                       | 10 декабря 2010  | 2     | 1:10  | Москва, Россия           |            |
| Поражение    | 4-5 (1)   | Педро Галиса          | Единогласное решение судей                    | Shark Fights 9                                         | 20 марта 2010    | 3     | 5:00  | Амарилло, США            |            |
| Победа       | 4-4 (1)   | Майк Никелс           | Рычаг локтя                                   | ROF 36: Demolition                                     | 4 декабря 2009   | 1     | 1:19  | Денвер, США              |            |
| Победа       | 3-4 (1)   | Крис Дэвис            | Удушающий приём «треугольник»                 | CFP: The Carolina Crown 2                              | 24 октября 2009  | 1     | 1:13  | Роли, США                |            |
| Поражение    | 2-4 (1)   | Элиот Маршалл         | Единогласное решение судей                    | UFC 97                                                 | 18 апреля 2009   | 3     | 5:00  | Монреаль, Канада         |            |
| Поражение    | 2-3 (1)   | Райан Бейдер          | Технический нокаут ударами руками             | The Ultimate Fighter: Team Nogueira vs Team Mir Finale | 13 декабря 2008  | 1     | 2:18  | Лас-Вегас, США           |            |
| Поражение    | 2-2 (1)   | Рафаэль Дэвис         | Словесная сдача от ударов руками              | Valor Fighting: Fight Night                            | 7 марта 2008     | 2     | 3:03  | Тастин, США              |            |
| Победа       | 2-1 (1)   | Луис Охеда            | Рычаг локтя                                   | MMAX 18: Going Home                                    | 26 января 2008   | 1     | 0:19  | Тихуана, Мексика         |            |
| Победа       | 1-1 (1)   | Адольфо де ла Торре   | Рычаг локтя                                   | MMA Xtreme 15                                          | 16 ноября 2007   | 1     | 0:21  | Мехико, Мексика          |            |
| Поражение    | 0-1 (1)   | Джордж Буш            | Единогласное решение судей                    | GFC: Evolution                                         | 19 мая 2007      | 3     | 5:00  | Колумбус, США            |            |
| Не состоялся | 0-0 (1)   | Крис Ларкин           | Бойцы выпали из клетки                        | Gracie Proving Ground 1                                | 11 ноября 2006   | 0     | 0:00  | Колумбус, США            |            |